# 드라이버리아
드라이버리아(학명:Driveria ponderosa)는 도마뱀목 바라놉스과에 속하는 도마뱀이다. 지금은 멸종된 종으로서 전체적인 몸길이가 2~3m인 대형의 몸집을 가진 도마뱀이다.

## 특징
드라이버리아는 멸종된 비맘마리아 시냅스과의 속으로서 미국 텍사스주에 샌안젤로 포메이션의 로퍼페미안이다. 드라이버리아는 바라놉스과의 도마뱀의 공통된 특징인 길고 튼튼하게 발달된 앞다리와 뒷다리를 가지고 있으며 이는 먹이를 사냥할 때에 특히 유용하게 사용되는 육지에서 빠른 달리기를 충분히 가능하게 하였다. 양턱에는 총 15~25개의 톱니 모양을 가진 이빨을 가지고 있다. 먹이로는 당대에 서식했었던 곤충, 절지동물, 무척추동물, 양서류를 주로 잡아먹고 살았을 육식성의 포식자로 추정되는 종이다.

## 생존시기와 서식지와 화석의 발견
드라이버리아가 생존했었던 시기는 고생대의 페름기로서 지금으로부터 2억 9000만년전~2억 4500만년전에 생존했었던 종이다. 생존했었던 시기에는 북아메리카를 중심으로 하여 당시에 존재했었던 초원, 산림 등에서 주로 서식했었던 종이다. 화석의 발견은 1962년에 미국 텍사스주의 페름기에 형성된 지층에서 미국의 고생물학자인 올슨에 의하여 처음으로 화석이 발견되어 새롭게 명명된 종이다.

## 같이 보기
- 파충류
- 고생대
- 페름기
- 도마뱀
- 화석